# Basquetebol do Ginásio Clube Figueirense
A equipa de Basquetebol do Ginásio Clube Figueirense é a secção que representa a dita agremiação em competições profissionais nacionais e internacionais, localizado em Figueira da Foz, Portugal. Manda seus jogos no Pavilhão Jorge Galamba Marques com capacidade para 1.500 adeptos.

## Temporada por temporada
| Temporada | Nível | Liga    | Posição | Pós-temporada     |
| --------- | ----- | ------- | ------- | ----------------- |
| 2007-08   | 1     | LPB     | 4º      | Semifinais        |
| 2008-09   | 1     | LPB     | 9º      |                   |
| 2009-10   | 1     | LPB     | 9º      |                   |
| 2010-11   | 1     | LPB     | 10º     | Quartas de finais |
| 2011-12   | 1     | LPB     | 12º     | Rebaixado         |
| 2012-13   | 2     | Proliga | 12º     |                   |
| 2013-14   | 2     | Proliga | 4º      | Semifinais        |
| 2014-15   | 2     | Proliga | 4º      | Semifinais        |
| 2015-16   | 2     | ProLiga | 10º     |                   |
| 2016-17   | 2     | ProLiga | 11º     |                   |
| 2017-18   | 2     | ProLiga | 8º      |                   |
| 2018-19   | 2     | ProLiga | 9º      |                   |

fonte:eurobasket.com

## Palmares da secção
- 1 Campeonatos Nacionais (1976-77)

## Artigos relacionados
- Liga Portuguesa de Basquetebol
- Proliga
- Supertaça de Portugal de Basquetebol